# Regmatodon nietneri
Regmatodon nietneri är en bladmossart som beskrevs av C. Müller 1869. Regmatodon nietneri ingår i släktet Regmatodon och familjen Regmatodontaceae. Inga underarter finns listade i Catalogue of Life.